# Glass House
Glass House sau casa Johnson este un muzeu istoric de pe Ponus Ridge Road din New Canaan, Connecticut, construit în 1948–1949. A fost proiectată de Philip Johnson ca reședință proprie, și „privită universal ca fiind derivată din” Farnsworth House din Plano, Illinois, după Alice T. Friedman. Johnson a prezentat o expoziție a operei Mies van der Rohe la Muzeul de Artă Modernă în 1947, cu un model al casei din sticlă Farnsworth. A fost un proiect important și influent pentru Johnson și pentru arhitectura modernă. Clădirea este un exemplu de structură minimă, geometrie, proporție și efectele transparenței și reflectării. Proprietatea include alte clădiri proiectate de Johnson care se întind pe cariera sa. A fost desemnat National Historic Landmark în 1997. Acum este deținut de National Trust for Historic Preservation și este deschis publicului pentru vizite ghidate, care încep la un centru de vizitatori de pe strada Elm 199 din New Canaan.
Casa este un exemplu de utilizare timpurie a materialelor industriale în proiectarea casei, cum ar fi sticla și oțelul. Johnson a trăit la retragerea din weekend timp de 58 de ani cu tovarășul său de lungă durată, David Whitney, un critic de artă și curator care a ajutat la proiectarea peisagistică și a colectat în mare parte arta afișată acolo.

## Legături externe
- Official site
- Splendor in the Glass, TIME Magazine Arhivat în 26 august 2013, la Wayback Machine.